# První parta
První parta je román Karla Čapka, který byl poprvé vydán v roce 1937. Román o lidské statečnosti vypráví příběh hrstky lidí, kteří v extrémních podmínkách musejí zmobilizovat veškerou svou odvahu, kamarádství a solidaritu.
Děj se odehrává v průběhu dvou až tří dnů a je omezen na zážitky příslušníků první záchranné čety na místě důlního neštěstí. Autor se záměrně nesoustředil na detailní kresbu hornického prostředí, ani na sociální problémy, jeho pozornost se soustředila především na vykreslení vzájemných vztahů uvnitř této různorodé lidské skupiny.

## Zajímavosti
Kniha nebývá řazena mezi Čapkova nejzdařilejší díla. Přesto je významným svědectvím o podmínkách, které panovaly v uhelných dolech meziválečného období. Materiál pro práci na románu získával Karel Čapek pobytem mezi horníky v dolech na Kladensku.

## Příběh
Hlavní postavou románu je Standa Půlpán, sirotek, který kvůli nedostatku financí musí zanechat školy a odchází pracovat jako vozač v dole. Jednoho dne dojde k havárii a v dole jsou uvězněni tři horníci, všichni otcové od rodin. Standa se jako první přihlásí do záchranné akce. Jeho statečnost vidí další horníci, přihlásí se také a první parta se pustí do zasypané šachty. Standa nejprve překonává strach a pocity stísněnosti, ale postupně ho práce začne bavit. Když se začne ozývat ťukání, signál od zasypaných horníků, Standa je hrdý na svou práci. Večer v hospodě se z celého kolektivu stane opravdová parta. Druhý den se v průběhu směny zbortí strop a zavalí Standovi ruku. V nemocnici mu musí na jedné ruce amputovat několik článků prstů. Když Standu propustí, jde se podívat do dolu na konec směny. V celém areálu je podivné ticho a Standa se dozví, že při probíjení poslední části chodby se opět sesypal strop a zavalil i jeho kolegu Adama, u něhož Standa bydlel.

## Vydání
| Vydání | Rok  | Místo | Nakladatelství | Obálka | Popis |
| ------ | ---- | ----- | -------------- | ------ | --- |
| Šesté  | 1937 | Praha | Fr. Borový     |        | SPISY BRATŘÍ ČAPKŮ Svazek XL. Karel Čapek PRVNÍ PARTA Šesté vydání V obálce Fr. Muziky vydala roku 1937 firma Fr. Borový v Praze a vytiskla Akciová mor. knihtiskárna Polygrafie v Brně Prvních 100 výtisků je tištěno na Holandu Van Gelder, číslováno a autorem podepsáno |
| VII    | 1958 | Praha | Naše vojsko    |        | KNIHOVNA VOJÁKA svazek 105 KAREL ČAPEK PRVNÍ PARTA Obálku navrhl Václav Bláha Grafickou úpravu navrhl Miloš Hrbas Vydalo Naše vojsko, nakladatelství, n.p. v Praze jako svou 1760. publikaci. Odpovědný redaktor dr Miroslav Drápal. Ze sazby Monotype písmem Garamond vytisklo Naše vojsko, národní podnik v Praze. Formát papíru 86 X 104. Dílo obsahuje 9,79 autorských archů a 9,95 vydavatelských archů. 45.000 výtisků. 13/9. Vydání VII, v NV I.. Daň 5%. |